# Llanuras del Gaspar
Llanuras del Gaspar è un distretto della Costa Rica facente parte del cantone di Sarapiquí, nella provincia di Heredia.